# Помрой (округ Айтаска, Миннесота)
Помрой (англ. Pomroy) — тауншип в округе Айтаска, Миннесота, США. На 2010 год его население составило 39 человек. Тауншип был образован на месте безымянного сектора 150N 26W, на его территории была станция железной дороги Миннеаполиса и Рейни-Ривер.

## География
По данным Бюро переписи населения США площадь тауншипа составляет 95,9 км², из которых 95,2 км² занимает суша, а 0,7 км² — вода (0,73 %). Через Помрой протекает река Биг-Форк.

## Население
В 2010 году на территории тауншипа проживали 39 человек (из них 61,5 % мужчин и 38,5 % женщин), насчитывалось 14 домашних хозяйств и 9 семей. На территории города было расположено 47 построек со средней плотностью 0,49 построек на один квадратный километр суши. Расовый состав населения: белые — 94,9 %, две или более других рас — 5,1 %.
Население тауншипа по возрастному диапазону по данным переписи 2010 года распределилось следующим образом: 38,5 % — жители младше 21 года, 43,6 % — от 21 до 65 лет и 17,9 % — в возрасте 65 лет и старше. Средний возраст населения — 36,5 года. На каждые 100 женщин в Помрое приходилось 160,0 мужчин, при этом на 100 совершеннолетних женщин приходилось 150,0 мужчин сопоставимого возраста.
Из 14 домашних хозяйств 64,3 % представляли собой семьи: 64,3 % совместно проживающих супружеских пар (28,6 % с детьми младше 18 лет). 35,7 % не имели семьи. В среднем домашнее хозяйство ведут 2,79 человека, а средний размер семьи — 3,78 человека. В одиночестве проживали 35,7 % населения, 21,4 % составляли одинокие пожилые люди (старше 65 лет).
В 2014 году из 17 человек старше 16 лет имели работу 11. Медианный доход на семью оценивался в 80 000 $, на домашнее хозяйство — в 55 625 $. Доход на душу населения — 20 318 $ в год.